# Neoramia alta
Neoramia alta là một loài nhện trong họ Agelenidae.
Loài này thuộc chi Neoramia. Neoramia alta được miêu tả năm 1973 bởi Raymond Robert Forster & Wilton.